# La mujer del vendaval
La mujer del vendaval é uma telenovela mexicana produzida pela Mapat L. de Zatarain para Televisa e exibida pelo Canal de las Estrellas entre 12 de novembro de 2012 e 30 de junho de 2013, substituindo Cachito de cielo e sendo substituída por De que te quiero, te quiero. 
É um remake da telenovela venezuelana Un esposo para Estela, produzida pela Venevision em 2009. 
A trama é protagonizada por Ariadne Díaz e José Ron e antagonizada por Javier Jattin, Chantal Andere, Florencia de Saracho, María Marcela, Alfredo Adame, Manuel Ibáñez e Marco Muñoz.

## Sinopse
Marcela (Ariadne Díaz) é uma jovem orfã, dona de uma fazenda em ruinas e cheia de dívidas chamada "El Vendaval". Ao morrer sua mãe, Marcela descobre que necessita um esposo para poder cobrar a herança que esta lhe deixou. Desesperada, vendo que essa é a única maneira de conseguir dinheiro para salvar a fazenda, coloca um anúncio no jornal solicitando candidatos. Entre os muitos homens que se apresentam, ela encontra Alessandro (José Ron), o herdeiro de uma cadeia hoteleira internacional. De todos os candidatos ele é o único que a conhece ou já conheceu.

## Elenco
- Ariadne Díaz - Marcela Morales de Casteló
- José Ron - Alessandro Casteló Berrocal
- Chantal Andere - Octavia Cotilla Vda. de Hernández
- Alfredo Adame - Luciano Casteló
- María Marcela - Silvana Berrocal de Casteló
- Manuel "Flaco" Ibañez - Timoteo Quiñónez
- Agustín Arana - Emiliano Ferreira Preciado
- Marco Muñoz - Severo Morales Iturbide
- Florencia del Saracho - María Laura Morales Aldama
- Michelle Renaud - Alba María Morales Aldama
- Patricio Borghetti - Cristian Serratos
- Javier Jattin - Camilo Preciado
- Magda Karina - Sagrario Aldama
- Odiseo Bichir - Mateo Reyna
- Thelma Madrigal - Nisa Casteló Berrocal
- Lourdes Reyes - Ilse Sánchez
- Rossana San Juan - Valeria Ferreira Preciado
- Jauma Mateu - Mauro Urquiza
- Francisco Rubio - Amadeo Rosado Sánchez
- Jorge Ortín - Eulogio Ladrón
- Sachi Tamashiro - July Barbosa
- Zoraida Gómez - Nuria Arévalos Andrade de Serratos
- José Carlos Farrera - Román Rosado Sánchez
- Jorge Gallegos - Lencho Quiñónez
- Fernanda López - Inés Róbalo
- Juan Carlos Nava - Cirilo "Gordo" Barrios
- Lucía Zerecero - Linda
- Jorge Van Rankin - Antonio Figueres
- Chao - Néstor de la Rosa
- Mónica Zorti - Rosa Cruz
- Pablo Perroni - Pedro
- Iliana de la Garza - Penélope
- Anahí Fraser - Norma Martínez
- Lucía Zerecero - Linda
- Marta González Liriano - Estrella
- Eugenio Bartilotti - Giocondo de la Fuente
- Regina Rojas - Sandra
- Polo Monárrez - José Manuel "Cuchi"
- Pietro Vannucci - Mark
- Mariana Karr - Conchita Pimentel
- Joana Brito - Lucha
- Mauricio Martínez - Mike Cisneros
- Carla Cardona - Damiana Hernández Cotilla
- Sergio DeFassio - Padre Anselmo
- Óscar Ferretti - Leonel

## Audiência
| Horário             | # Eps. | Estreia                | Estreia           | Final               | Final           | Posição | Temporada   | Classificação geral |
| Horário             | # Eps. | Data                   | Primeiro capítulo | Data                | Último capítulo | Posição | Temporada   | Classificação geral |
| ------------------- | ------ | ---------------------- | ----------------- | ------------------- | --------------- | ------- | ----------- | ------------------- |
| Segunda—Sexta 18:15 | 166    | 12 de novembro de 2012 | 21                | 30 de junho de 2013 | 19              | #1      | 2012 - 2013 | 16                  |

Estreou com 21.3 pontos, sendo essa a maior audiência alcançada. Já sua menor audiência é de 11.2 pontos, alcançada em 29 de março de 2013. Seu último capítulo teve média de 18.7 pontos. Teve média geral de 15.9 pontos.

## Trilha sonora
1. Como estar sin ti - Carlos Baute
2. La Noche - Sandoval (Tema de Alba e Cristian)
3. Regálame todo tu amor - Álvaro Trespalacios (Tema de Marcela e Alessandro)
4. Se Me Desgarra el Alma - Jorge Gallegos (Tema de María Laura e Lencho)

## Prêmios e Indicações
| Ano  | Prêmio            | Categoria                     | Nominados             | Resultados |
| ---- | ----------------- | ----------------------------- | --------------------- | ---------- |
| 2014 | Premios Juventud  | La chica que me roba el sueño | Ariadne Díaz          | Indicado   |
| 2014 | Premios Juventud  | ¡Está buenísimo!              | José Ron              | Indicado   |
| 2014 | Prêmio TVyNovelas | Melhor ator de reparto        | Manuel "Flaco" Ibañez | Venceu     |
| 2014 | Prêmio TVyNovelas | Melhor atriz juvenil          | Thelma Madrigal       | Indicado   |
| 2014 | Prêmio TVyNovelas | Melhor atriz juvenil          | Michelle Renaud       | Indicado   |